# LOVE♥LOVE?
《LOVE♥LOVE?》是日本在2004年5月3日至6月28日播放的原創電視動畫。m.o.e.在官方網站將《超變身巫女祈鬥士》（超変身コス∞プレイヤー）、《超變身角色扮演前傳》（ヒットをねらえ!）、《LOVE♥LOVE?》合稱變身3部作（変身3部作）並在獨立UHF放送局的動畫節目時段《A15》依序撥放這3部作品和《極限女孩》（UG☆アルティメットガール），在重播時則改名為《R15》的30分鐘動畫時段。A15的命名由來是播放15分鐘、推薦15歲以上觀眾收視（15禁動畫）。

## 故事
大泉直人，一個平凡男高中生，喜歡寫劇本。一天，他們學校師把他寫的劇本誤拿交給了某劇組。他陰差陽錯地成了真正的編劇，表面上做攝影師。不知為什麼，劇組裡的女孩子都很喜歡他，真是撞大運了。後來得知，其實她們早就知道自己的真實職務而來色誘他，好增加自己的戲份。接著，他開始報復。其實在一天天的相處中，她們已經不完全是在色誘，也有了真感情。最後相互道歉、大團圓結局。

## 角色
大泉直人（CV：宮野真守）
本作男主角，堀興學園高中部3年級學生。
八神菜摘（CV：松来未祐）
堀興學園高中部3年級學生，擔任男主角所創作的作品超變身巫女祈鬥士中的扮演角色之一，飾演星野古都和紅色祈鬥師ミコレイヤー。
桂木洋子（CV：小林沙苗）
來自英國的堀興學園高中部3年級學生，擔任男主角所創作的作品超變身巫女祈鬥士中的扮演角色之一，飾演スカーレット・チャーチ和藍色祈鬥師シスタレイヤー。
城崎光（CV：大原沙耶香）
來自印度的堀興學園國中部3年級學生，外表看似普通的身高很高的女性，實際上從小就與男孩子們生活在一起，所以個性和行為上很男性化，力氣也比較大，擔任男主角所創作的作品超變身巫女祈鬥士中的扮演角色之一，飾演プリシラリヤ・シャマラン和黃色祈鬥師サリーレイヤー。
今村明（CV：吉田真弓）
來自埃及的堀興學園國中部3年級學生，擅長偽裝成其他人的聲音，有懼高症，擔任男主角所創作的作品超變身巫女祈鬥士中的扮演角色之一，飾演レミューリア・シャリア和紫色祈鬥師ラビアンレイヤー。
早坂美久（CV：浅井清己）
來自美國的堀興學園國小部6年級學生，喜歡的人並非男主角而是久留米健治郎，動畫結局宣稱已經與其訂婚，擔任男主角所創作的作品超變身巫女祈鬥士中的扮演角色之一，飾演イコ・スー和綠色祈鬥師ディアンレイヤー。
生田美月（CV：能登麻美子）
本作男主角擔任攝影師的編劇組的負責寶竹公司的製作人，個子很小。同時是超變身角色扮演前傳的主角。
谷川彌生（CV：田口宏子）
生田美月的後輩，隸屬於寶竹版權部門。同時也有在超變身角色扮演前傳中登場的角色之一。
早川和美（CV：笹島かほる）
電視劇「太陽一側(太陽サイド)」的製作人。同時也有在超變身角色扮演前傳中登場的角色之一。
久留米健治郎（CV：草尾毅）
生田的前輩，製作人，早坂美久喜歡的對象，動畫結局早坂美久宣稱已經與其訂婚，本人也並沒有反對。同時也有在超變身角色扮演前傳中登場的角色之一。
湖島美和（CV：金田朋子）
與兒島美保看似是雙胞胎姊妹，實際上兩個人完全沒關係既不是雙胞胎也不是姊妹，擔任本作男主角所創作的作品超變身巫女祈鬥士中的扮演角色之一，飾演イン和レイゲンレイヤー。
兒島美保（児島美保，CV：金田朋子）
與湖島美和看似是雙胞胎姊妹，實際上兩個人完全沒關係既不是雙胞胎也不是姊妹，擔任本作男主角所創作的作品超變身巫女祈鬥士中的扮演角色之一，飾演ヨウ和レイゲンレイヤー。
乾まつり（CV：清水香里）
八神菜摘的朋友，已經有一個有錢人的男友，與男友都有擔任本作男主角所創作的作品超變身巫女祈鬥士中的扮演角色，飾演タキツヒメ。

## 主題歌
- OP「（LOVE）∞」

作詞：荒川稔久　作曲：佐橋俊彦　歌：松来未祐、小林沙苗、大原沙耶香、吉田真弓、浅井清己
- ED「ONLY YOU」

作詞：わたなべもも　作曲：丸山武彦　編曲：有坂光弘　歌：亞波根綾乃

## 各話列表
| 話数  | 中文標題           | 日文標題               | 劇本             | 分鏡     | 演出     | 作畫監督                   |
| TV#1  | 三月濕濕的沙灘     | 三月の濡れた砂         | 荒川稔久         | 高橋丈夫 | 迫井政行 | 小泉初栄                   |
| TV#2  | 六月-夢之國        | 六月-夢の国            | 荒川稔久         | 佐藤雄三 | 郷敏治   | 大塚美登里 廣田知子        |
| TV#3  | 已不在校園的八月   | 校庭にいない八月       | 荒川稔久         | 森田浩光 | 佐藤光敏 | 菊池愛                     |
| TV#4  | 九月的天空         | 九月の空               | 荒川稔久         | 高橋丈夫 | 迫井政行 | 大島美和                   |
| TV#5  | 男人無法抗拒的     | 男はそれを我慢できない | 村山桂           | 宍戶淳   | 宍戶淳   | 石橋有希子                 |
| TV#6  | 被過多了解了的男人 | 知られすぎていた男     | 荒川稔久         | 森田浩光 | 佐藤光敏 | 大塚美登里                 |
| TV#7  | 爱和追憶的日子     | 愛と追憶の日々         | 荒川稔久         | 郷敏治   | 松田清   | 李時日文                   |
| TV#8  | 我於青春無悔       | わが青春に悔なし       | あらかわまさのぶ | 高橋丈夫 | 郷敏治   | 小泉初榮                   |
| TV#9  | 在暴風雨中閃耀     | 嵐の中で輝いて         | 村山桂           | 高橋丈夫 | 迫井政行 | 菊池愛                     |
| DVD#1 | 七月的狂詩曲       | 七月の狂詩曲           | 花菱奇子         | 宍戸淳   | 山川幸久 | 野口孝行                   |
| DVD#2 | 如果到了九月       | 九月になれば           | 荒川稔久         | 玉井公子 | 松田清   | 渡邊和夫                   |
| DVD#3 | 墮入地獄的女演員們 | 地獄に堕ちた女優ども   | 村山桂           | 玉井公子 | 山川幸久 | 玉井公子                   |
| DVD#4 | 創造歷史的女孩們   | 歴史は女で作られる     | 村山桂           | 宍戶淳   | 宍戶淳   | 渡邊和夫 玉井公子 李時日文 |

## 工作人員
- 企畫/原作：m.o.e.、IMAGIN、スタジオライブ[2]
- 原案：久米憲司、荒川稔久、大島美和、松村やすひろ
- 導演：高橋丈夫
- 系列構成：荒川稔久
- 人物設定/總作畫監督：大島美和
- 美術監督：宮前光春
- 美術設計：中村嘉博
- 色彩設計：中村近世
- 攝影監督：天花寺伸宏
- 編集：田熊純
- 音樂：佐橋俊彦
- 音樂監督：澁谷知子、小川敬一
- 音樂製作：サイトロン、デジタルコンテンツ
- 音響監督：高桑一
- 製作人：酒井明雄、芦田豊雄、あらかわまさのぶ
- 動畫製作：IMAGIN、スタジオライブ
- 製作：m.o.e.

## 外部連結
- .   [2015-10-17]. （原始内容存档于2011-08-08）.（日語）